# Harald Tirén
Nils Olov Harald Tirén, född 19 augusti 1942 i Gävle, död 10 mars 2022 i  Hoverberg, var en svensk orienterare, skidorienterare, skidåkare och friidrottare i klubben SoIK Hellas, Stockholm. 
År 1966 vann Harald Tirén med sina lagkamrater i SoIK Hellas sin första av tre SM-segrar i skidbudkavle och han blev antagen till landslaget i skidorientering. År 1968 vann Harald Tirén sin andra SM-seger i skidbudkavle med brodern Torbjörn Tirén och Jerker Axelsson. År 1974 vann Harald Tirén tillsammans med Jerker Axelsson Fjällorienteringen. År 1978 vann Harald Tirén SM individuellt. Han utnämndes till Årets Hellen 1966 och 1978 för sina prestationer i skidorientering. Harald Tirén tävlade även för SoIK Hellas i friidrottsgrenarna terränglöpning och hinderlöpning, och deltog bland annat i Finnkampen.
Harald Tirén var tv-producent och programledare på SVT 1966–1989. År 1973 anställdes han på SVT i Luleå där han producerade frilufts- och fritidsprogrammet Ute som sändes i det nystartade TV2 under åtta år.
Harald Tirén var sonson till Karl Tirén.

## Meriter

### SM skidorientering, stafett herrar
- 1966 - 1:a plats, SoIK Hellas (Harald Tirén, Torbjörn Tirén, Leif Strömqvist)
- 1968 - 1:a plats, SoIK Hellas (Harald Tirén, Torbjörn Tirén, Jerker Axelsson)[7]

### SM skidorientering, individuellt herrar
- 1976 - 3:e plats, Harald Tirén[2]
- 1978 - 1:a plats, Harald Tirén[2]